# Ole Mørch
Ole Jakob Hans Mørch (11. října 1867, Upernavik – 17. března 1923, Upernavik) byl grónský katecheta a zemský rada zasedající v první severogrónské zemské radě.

## Životopis
Ole Mørch byl nejstarším synem pastora Severina Christiana Tobiase Simeona Mørcha (1840–1916) a jeho manželky Mariane Regine Lynge (1850–1917). Ve svém prvním manželství byl od 12. listopadu 1893 ženatý s Karolínou Jakobínou Marií Petersenovou (1875–1911), dcerou myslivce Christiana Mathiase Ole Petersena (1840–1898) a jeho manželky Johanny Marie Magdaleny (1841–1893). Z manželství se narodilo šest dětí. Po smrti manželky se 19. ledna 1913 oženil podruhé s Benigne Sarou Rebekkou Løvstrøm (1872–1926), dcerou katechety Amajuta Paula Simona Løvstrøma (1841–1897) a jeho manželky Mariane Beathe Magdalene (1846–1908).
Ole Mørch, který pracoval jako katecheta a lovec, byl v roce 1911 zvolen na jedno funkční období do první Severogrónské zemské rady, avšak zasedání v roce 1914 se nezúčastnil. Zemřel v roce 1923 na srdeční chorobu ve věku 65 let.